# Emma Dante
Emma Dante (Palermo, 6 de abril de 1967) es una actriz, directora de escena, directora de cine y dramaturga italiana.

## Biografía
Formada en la Accademia Nazionale d'arte Drammatica Silvio D'Amico de Roma, funda su propia compañía, Sud Costa Occidentale, en 1999, con la que se adentra en el teatro de vanguardia y teatro social de denuncia llevando sus propios textos a escena.
En años recientes ha dirigido numerosas óperas, incluyendo Feuersnot de Richard Strauss y Gisela! de Hans Werner Henze. Escribió, dirigió y protagonizó la película de 2013 A Street in Palermo, por la que fue galardonada con una Copa Volpi a mejor actriz en el Festival de Cine de Venecia.

## Teatro
- mPalermu (2001)
- Carnezzeria (2002)
- Medea (2003)
- Vita mia (2004)
- La Scimia (2004)
- Mishelle di Sant'Oliva (2006)
- Cani di bancata (2006)
- Il Festino (2007)
- Eva e la bambola (2007)
- Le Pulle (2010)
- La Trilogia degli occhiali (Acquasanta, Ballarini, Il Castello della Zisa) (2011)
- Le sorelle Macaluso, Festival de Aviñón (2014)
- Bestie di scena, Festival de Aviñón (2017)

## Óperas dirigidas
- Carmen di Georges Bizet, Teatro alla Scala di Milano (2009)
- La muette de Portici di Daniel Auber, Théâtre national de l'Opéra-Comique di Parigi (2012)
- Feuersnot di Richard Strauss, Teatro Massimo di Palermo (2014)
- Gisela! di Hans Werner Henze, Teatro Massimo di Palermo (2015)
- La Cenerentola di Gioachino Rossini, Teatro dell'Opera di Roma (2016)
- Macbeth di Giuseppe Verdi, Teatro Massimo di Palermo (2017)